# Halgania lavandulacea
Halgania lavandulacea är en strävbladig växtart som beskrevs av Stephan Ladislaus Endlicher. Halgania lavandulacea ingår i släktet Halgania och familjen strävbladiga växter. Inga underarter finns listade i Catalogue of Life.